# Hawaii Five-0 (3.ª temporada)
A terceira temporada de Hawaii Five-0 foi ao ar em 24 de setembro de 2012

## Elenco

### Principal
- Alex O'Loughlin como Steve McGarrett
- Scott Caan como Danny "Danno" Williams
- Daniel Dae Kim como Chin Ho Kelly
- Grace Park as Kono Kalakaua
- Masi Oka como Dr. Max Bergman
- Michelle Borth as Lieutenant Catherine Rollins

### Recorrente
- Reiko Aylesworth como Dra. Malia Waincroft
- William Baldwin como Frank Delano
- Dennis Chun como Sargento Duke Lukela
- Mark Dacascos como Wo Fat
- Ian Anthony Dale como Adam Noshimuri
- Daniel Henney como Michael Noshimuri
- Teilor Grubbs como Grace Williams
- Richard T. Jones como Governador Sam Denning
- Christine Lahti como Doris McGarrett
- Will Yun Lee como Sang Min
- Taryn Manning como Mary Ann McGarret
- Teila Tuli como Kamekona (creditado como Taylor Wily)
- Brian Yang como Charlie Fong
- Terry O'Quinn como Joe White
- Carlos Bernard como Chris Channing Agente da WITSEC
- Justin Bruening como Tenente Comandante William "Billy" Harrington
- Autumn Reeser como Dra. Gabrielle Asano

### Estrelas convidadas
- Ed Asner como August March
- Jimmy Buffett como Frank Bama
- C. Thomas Howell como Martin Cordova
- David Keith como Wade Gutches Oficial Comandante
- Lochlyn Munro como Jim Rogers
- Behati Prinsloo como Ela mesma
- Alan Ritchson como Freddie Hart
- Rumer Willis como Sabrina Lane
- Craig T. Nelson como Tyler Cain
- George Takei como Tio Choi
- Peter Weller como Curt Stoner
- Summer Glau como Maggie Hoapili
- Aisha Tyler como Savannah Walker
- William Sadler como John McGarrett
- Janel Parrish como Rebecca Fine

## Episódios
| Seq. | Episódio | Titulo                                                    | Diretor               | Escritor                                                                           | Exibido nos EUA em      |
| ---- | -------- | --------------------------------------------------------- | --------------------- | ---------------------------------------------------------------------------------- | ----------------------- |
| 48   | 1        | "La O Na Makuahine" "Mother's Day"                        | Bryan Spicer          | Peter M. Lenkov                                                                    | 24 de setembro de 2012  |
| 49   | 2        | "Kanalua" "Doubt"                                         | Frederick E. O. Toye  | Joe Halpin                                                                         | 1 de outubro de 2012    |
| 50   | 3        | "Lana I Ka Moana" "Adrift"                                | Steve Boyum           | Elwood Reid                                                                        | 8 de outubro de 2012    |
| 51   | 4        | "Popilikia" "Misfortune"                                  | Christine Moore       | Stephanie Sengupta                                                                 | 15 de outubro de 2012   |
| 52   | 5        | "Mohai" "Offering"                                        | Jerry Levine          | Story by: Peter M. Lenkov & David Wolkove Teleplay by: David Wolkove               | 5 de novembro de 2012   |
| 53   | 6        | "I Ka Wa Mamua" "In a Time Past"                          | Sylvain White         | Story by: Peter M. Lenkov Teleplay by: Ken Solarz                                  | 12 de novembro de 2012  |
| 54   | 7        | "Ohuna" "The Secret"                                      | Larry Teng            | Mike Schaub                                                                        | 19 de novembro de 2012  |
| 55   | 8        | "Wahineʻinoloa" "Evil Woman"                              | Steve Boyum           | Story by: Stephanie Sengupta & Courtney Kemp Agboh Teleplay by: Stephanie Sengupta | 26 de novembro de 2012  |
| 56   | 9        | "Haʻawe Make Loa" "Death Wish"                            | Gwyneth Horder-Payton | Bill Haynes                                                                        | 3 de dezembro de 2012   |
| 57   | 10       | "Huakaʻi Kula" "Field Trip"                               | Eric Laneuville       | Michele Fazekas & Tara Butters                                                     | 10 de dezembro de 2012  |
| 58   | 11       | "Kahu" "Guardian"                                         | Bryan Spicer          | Noah Nelson                                                                        | 17 de dezembro de 2012  |
| 59   | 12       | "Kapu" "Forbidden"                                        | Steven DePaul         | David Wolkove                                                                      | 14 de janeiro de 2013   |
| 60   | 13       | "Olelo HoʻOpaʻI Make" "Death Sentence"                    | Steve Boyum           | Steve Cwik                                                                         | 20 de janeiro de 2013   |
| 61   | 14       | "Hana I WaʻIa" "Scandal"                                  | Larry Teng            | Mike Schaub                                                                        | 21 de janeiro de 2013   |
| 62   | 15       | "Hookman"                                                 | Peter Weller          | Story by: Glen Olson & Rod Baker Teleplay by: Joe Halpin                           | 4 de fevereiro de 2013  |
| 63   | 16       | "Kekoa" "Warrior"                                         | Larry Teng            | Al Septien & Turi Meyer                                                            | 11 de fevereiro de 2013 |
| 64   | 17       | "Paʻani" "The Game"                                       | Jeffrey Hunt          | Kyle Harimoto & David Wolkove                                                      | 18 de fevereiro de 2013 |
| 65   | 18       | "Na Kiʻi" "Dolls"                                         | Duane Clark           | Story by: Michael Reisz Teleplay by: Stephanie Sengupta                            | 18 de março de 2013     |
| 66   | 19       | "Hoa Pili" "Close Friend"                                 | Jeff Cadiente         | Story by: Richard Arthur & Kyle Harimoto Teleplay by: Kyle Harimoto                | 25 de março de 2013     |
| 67   | 20       | "Olelo Paʻa" "The Promise"                                | Joe Dante             | Peter M. Lenkov & Ken Solarz                                                       | 15 de abril de 2013     |
| 68   | 21       | "Imi Loko Ka ʻUhane" "Seek Within One's Soul"             | Bryan Spicer          | Bill Haynes                                                                        | 29 de abril de 2013     |
| 69   | 22       | "Hoʻopio" "To Take Captive"                               | Steve Boyum           | Story by: Peter M. Lenkov Teleplay by: Noah Nelson                                 | 6 de maio de 2013       |
| 70   | 23       | "He Welo ʻOihana (Family Business)" "Negócios de Família" | Larry Teng            | Eric Guggenheim                                                                    | 13 de maio de 2013      |
| 71   | 24       | "Aloha, Malama Pono" "Farewell and Take Care"             | Bryan Spicer          | Peter M. Lenkov & Ken Solarz & David Wolkove                                       | 20 de maio de 2013      |